# Olympische Sommerspiele 2008/Teilnehmer (San Marino)
| Gelbes Symbol für Goldmedaillen mit stilisierten Olympischen Ringen | Graues Symbol für Silbermedaillen mit stilisierten Olympischen Ringen | Braundes Symbol für Bronzemedaillen mit stilisierten Olympischen Ringen |
| ------------------------------------------------------------------- | --------------------------------------------------------------------- | ----------------------------------------------------------------------- |
| —                                                                   | —                                                                     | —                                                                       |

San Marino nahm bei den Olympischen Sommerspielen 2008 in Peking zum zwölften Mal an Olympischen Sommerspielen teil. Die san-marinesische Mannschaft wurde durch das Comitato Olimpico Nazionale Sammarinese benannt. Fahnenträgerin bei der Eröffnungsfeier war Daniela Del Din.

## Teilnehmer nach Sportart

### Leichtathletik
- Ivano Bucci
Herren, 400 m

### Schießen
- Daniela Del Din
Damen, Trap

### Schwimmen
- Simona Muccioli
Damen
- Emanuele Nicolini
Herren